# 파스칼 스트라위크
파스칼 아우휘스튀스 스트라위크 (Pascal Augustus Struijk, 1999년 8월 11일 ~ )는 네덜란드의 축구 선수이며, 리즈 유나이티드에서 센터백으로 뛰고 있다.